# Памятник Владимиру Великому (Лондон)
Памятник Владимиру Великому в Лондоне — памятник князю новогородскому и князю киевскому  Владимиру Великому, работы канадского скульптора украинского происхождения Лео Мола (укр. Леонід Молодожанин), находится в Лондоне возле станции метро «Голанд Парк», недалеко от Украинского Клуба и украинского посольства. 
Памятник установлен местной украинской общиной по случаю 1000-летия Крещения Руси 29 мая 1988 года.
На памятнике Владимир указан как «правитель Украины» (англ. Ruler of Ukraine). В то время, как Владимир был великий князь всея Руси. Русь составляли несколько равноправных княжеств Киевское (номинально киевский князь продолжал считаться «старшим» на Руси до 1157, затем столица Руси  была перенесена в город Владимир, а старший князь стал князем Владимирским), Черниговское, Смоленское, Волынское, Галицкое, Владимиро-Суздальское, Полоцкое, Переяславское, Муромское, Рязанское, Турово-Пинское, а также Новгородская земля, где существовала особая форма правления, при которой князья приглашались по воле местного боярства.